# غنبدي (خورخورة)
غنبدي (بالفارسية: گنبدی) هي مستوطنة تقع في إيران في كردستان. يقدر عدد سكانها بـ 60 نسمة بحسب إحصاء 2016.